# Ventilació artificial
La ventilació artificial (també anomenada respiració artificial) és un mitjà per ajudar o estimular la respiració, un procés metabòlic referit a l'intercanvi global de gasos al cos per ventilació pulmonar, respiració externa i respiració interna. Es pot dur a terme proporcionant aire manualment a una persona que no respira o no pot fer un esforç respiratori suficient, o bé mitjançant una ventilació mecànica que implica l'ús d'un ventilador mecànic per moure l'aire dintre i fora dels pulmons quan un individu no pot respirar pel seu compte, per exemple durant una cirurgia amb anestèsia general o quan un individu es troba en coma.

## Tipus

### Mètodes manuals

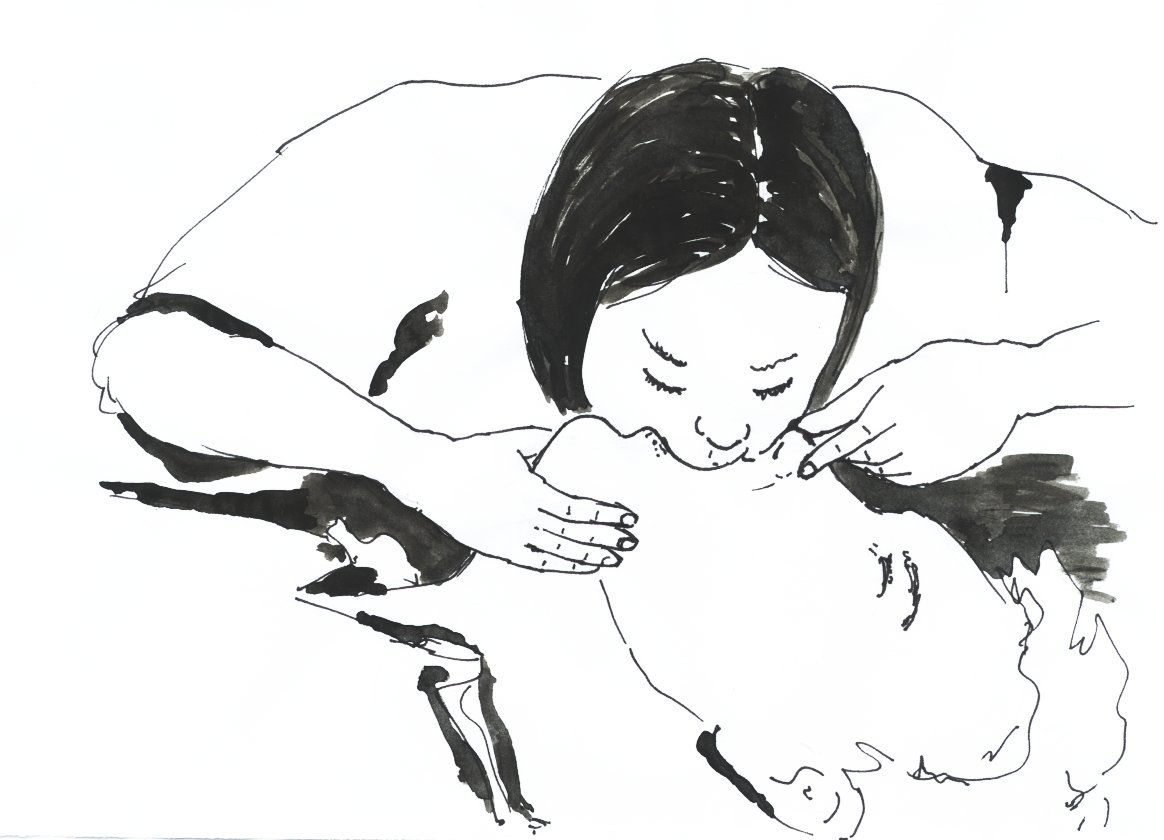
Insuflació de boca a boca.

La ventilació pulmonar (i per tant les parts externes de la respiració) s'aconsegueix mitjançant una insuflació manual dels pulmons ja sigui mitjançant una persona que bufa als pulmons del pacient (reanimació boca a boca), o bé mitjançant un dispositiu mecànic per fer-ho. Aquest mètode d'insuflació s'ha demostrat més eficaç que els mètodes que impliquen la manipulació mecànica del pit o dels braços del pacient, com el mètode Silvester. També es coneix com a reanimació d'aire expirat (EAR), ventilació d'aire expirat (EAV), respiració de rescat o col·loquialment el petó de la vida. Es va introduir com a mesura per a salvament de vides el 1950.
La reanimació boca a boca també forma part de la reanimació cardiopulmonar (RCP) cosa que la converteix en una habilitat essencial per als primers auxilis. En algunes situacions, la insuflació boca a la boca també es realitza per separat, per exemple en casos d'ofegament o sobredosi d'opiacis. El rendiment de la reanimació boca a boca per si mateix ara està limitat en la majoria de protocols per a professionals de la salut, mentre que els primers auxilis són recomanats realitzar una RCP completa en qualsevol cas en què el pacient tingui dificultats per respirar.

### Ventilació mecànica
La ventilació mecànica és un mètode per ajudar o substituir mecànicament la respiració espontània. Pot implicar una màquina anomenada ventilador o la respiració pot ser assistida per una infermera, un metge, un assistent metge, un terapeuta respiratori, un paramèdic o una altra persona adequada que comprimeixi una màscara de vàlvula o un conjunt de manxes. La ventilació mecànica es denomina "invasiva" si implica qualsevol instrument que penetri per la boca (com un tub endotraqueal) o per la pell (com un tub de traqueotomia). Hi ha dos modes principals de ventilació mecànica en les dues divisions: la ventilació a pressió positiva, on l'aire (o una altra barreja de gas) s'empeny cap a la tràquea, i la ventilació a pressió negativa, on l'aire és, essencialment, xuclat dels pulmons.
La intubació traqueal s'utilitza sovint per a la ventilació mecànica a curt termini. S'insereix un tub pel nas (intubació nasotraqueal) o per la boca (intubació orotraqueal) i s'avança cap a la tràquea. En la majoria dels casos, els tubs amb punys inflables s'utilitzen per a la protecció contra les fuites i l'aspiració. Es pensa que la intubació amb un tub abatible proporciona la millor protecció contra l'aspiració. Els tubs traqueals inevitablement causen dolor i tos. Per tant, a menys que un pacient estigui inconscient o anestesiat per altres motius, se solen donar medicaments sedatius per proporcionar tolerància al tub. Altres desavantatges de la intubació traqueal inclouen danys a la mucosa del revestiment nasofaringe o orofaringe i estenosi subglòtica. S'ha de considerar la traqueotomia si la intubació dura almenys dues setmanes.
En situacions d'emergència, la persona professional de la salut pot utilitzar una cricotirotomia, on s'introdueix una via aèria mitjançant una obertura quirúrgica a la membrana del múscul cricotiroidal. És similar a una traqueostomia, però es reserva com a accés d'emergència; s'utilitza quan hi ha un bloqueig complet de la faringe o hi ha una lesió maxil·lofacial massiva, que impedeix l'aplicació de la traqueostomia.